# Zalkod
Zalkod là một thị trấn thuộc hạt Borsod-Abaúj-Zemplén, Hungary. Thị trấn này có diện tích 10,22 km², dân số năm 2010 là 237 người, mật độ 23 người/km².